# Adigetto
L'Adigetto est une rivière de Vénétie qui naît à Badia Polesine du fleuve Adige pour se jeter dans le Canalbianco, commune de Adria.
Il fut pendant un temps un canal navigable utilisé pour l'irrigation et c’est pour ce dernier motif qu’il est encore appelé naviglio Adigetto.

## Communes traversées
Badia Polesine, Lendinara, Villanova del Ghebbo, Costa di Rovigo, Rovigo, confins entre Villadose et Ceregnano, Ca' Emo, Valliera, Adria.

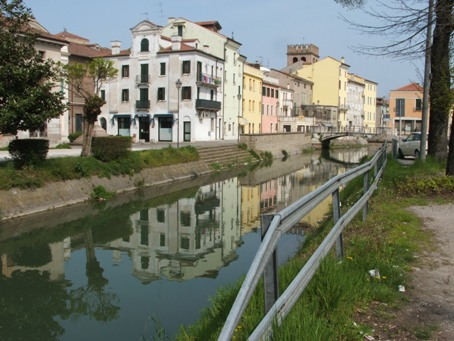
le Naviglio Adigetto, dans la commune de Lendinara.

## Histoire
L'Adigetto, comme son nom tend à l’indiquer, est étroitement lié à l’évolution de l'Adige, dont les fréquentes ruptures en avaient fait le cours principal à une certaine époque.
L'origine de ce bras de l'Adige vient de la rupture du Pinzone (Rotta del Pinzone), l’actuelle Badia Polesine, en 950.
Les eaux se déversèrent dans un bras du Tartaro, sur lequel s’établissaient les premiers centres habités de Badia Polesine, Lendinara, Villanova, Rovigo et Villadose.
À la suite de la désastreuse rupture de la Malopera de 1438, cette dérivation, qui perdit son débit et son importance, fut appelée Adigetto.
En 1633, au point de dérivation de l’Adigetto, la palissade fut remplacée par une construction de pierre.
Durant les modifications du système hydraulique au XIXe siècle, le tronçon terminal fut dévié, en 1782, à la hauteur  de Botti Barbarighe, où il reçoit les eaux des Ceresolo, Tron et Bresega, puis va déboucher dans le Canalbianco.

## Économie
L'importance de l'Adigetto du point de vue économique, fut soulignée après les travaux d’assainissement et de dragage de son lit, des travaux rendus nécessaires pour les échanges commerciaux entre les territoires riverains. Par ces transports plus avantageux que sur les routes en terre battue à une époque, ce réseau de canaux navigables (encore existant aujourd’hui) permettait de relier tous les centres importants de la Polésine avec les ports maritimes.